# 布師田駅
布師田駅（ぬのしだえき）は、高知県高知市布師田にある、四国旅客鉄道（JR四国）土讃線の駅である。駅番号はD42。
後免駅から乗り入れる土佐くろしお鉄道ごめん・なはり線の列車も停車する。朝の上り普通列車1本は当駅を通過する。
また、近くに高知運転所があるため、JR関係者が当駅で乗り降りすることがある。

## 歴史
- 1952年（昭和27年）4月15日：日本国有鉄道の駅として開業[2]。
- 1987年（昭和62年）4月1日：国鉄分割民営化によりJR四国の駅となる[3]。
- 2003年（平成15年）3月7日：国分川の橋梁架け替えと同時に移転[4]、高架駅となる。

## 駅構造

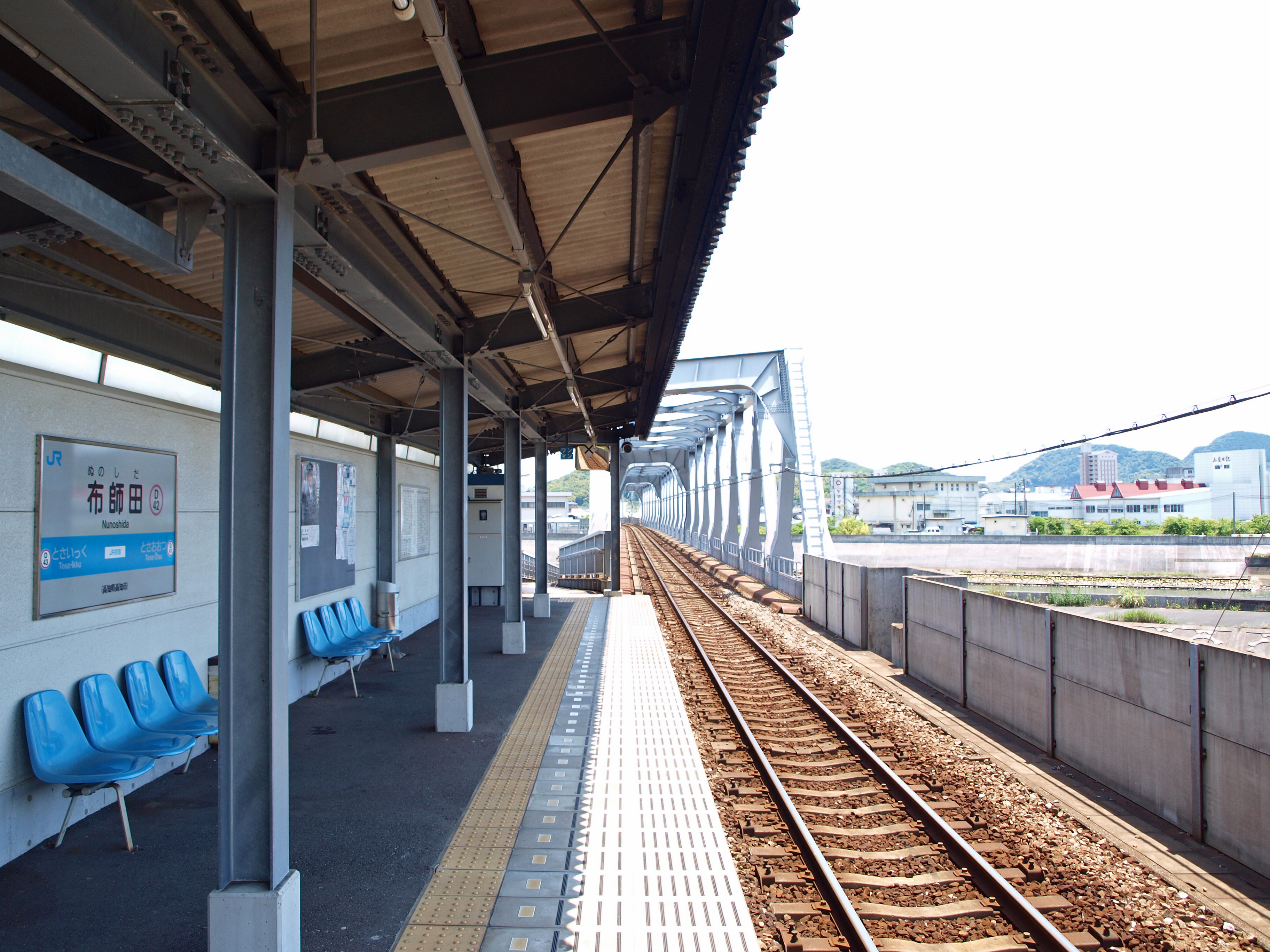
ホーム（2010年5月）

単式ホーム1面1線を有する高架駅。無人駅であり、トイレは設置されていない。
かつては入口付近の小屋に、近距離の乗車券を販売するための自動券売機が設置されていたが、2021年に撤去された。

## 駅周辺
- 高知運転所
- らくれん高知工場
- 高知ヤマザキ高知工場
- 国分川

## 隣の駅
四国旅客鉄道（JR四国）
■土讃線 
■普通（一部列車は通過）
土佐大津駅 (D41)  - 布師田駅 (D42) - 土佐一宮駅 (D43)